# Aiceona paraosugii
Aiceona paraosugii är en insektsart. Aiceona paraosugii ingår i släktet Aiceona och familjen långrörsbladlöss. Inga underarter finns listade i Catalogue of Life.